# Sahaliyania

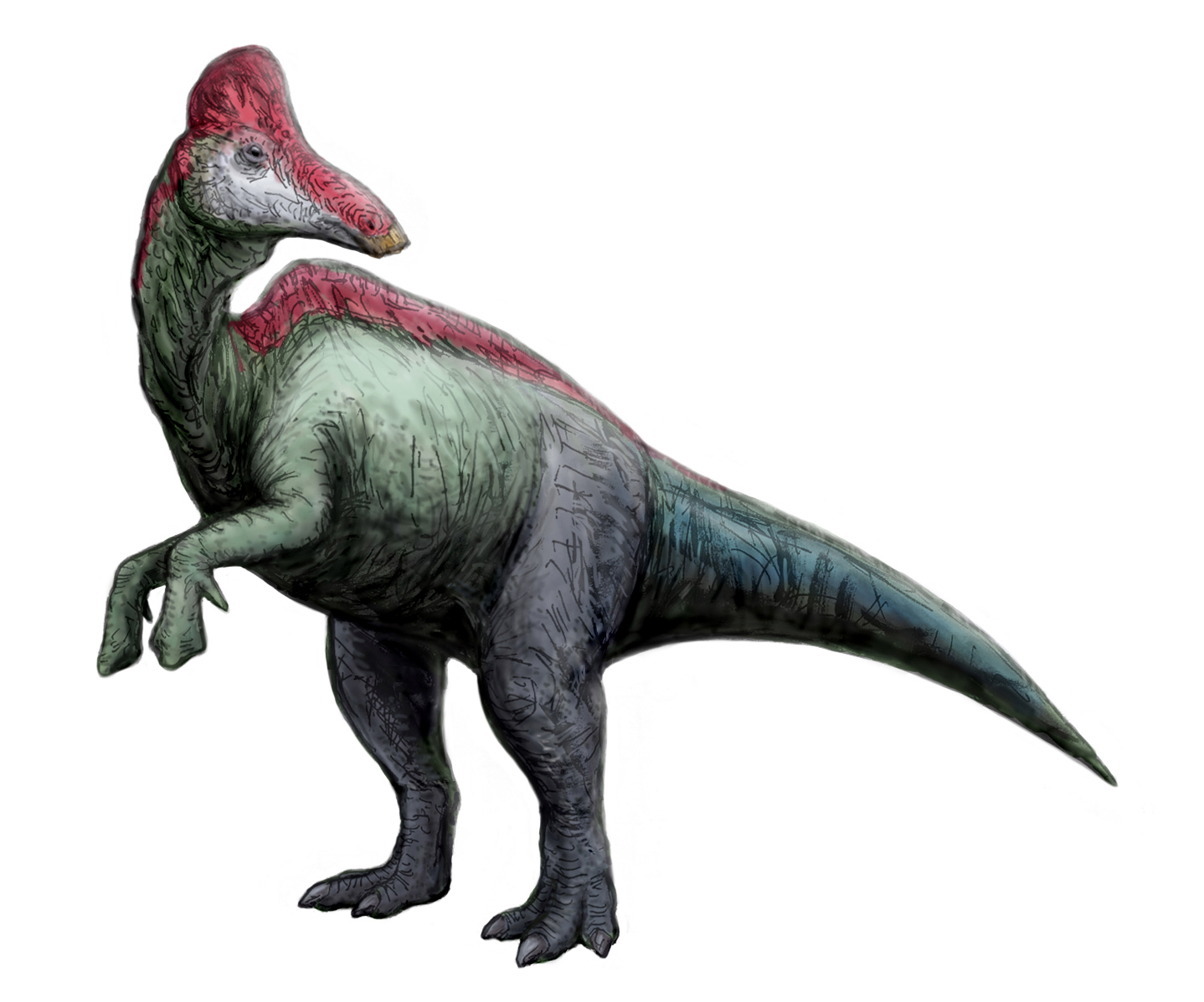
Sahaliyania elunchunorum

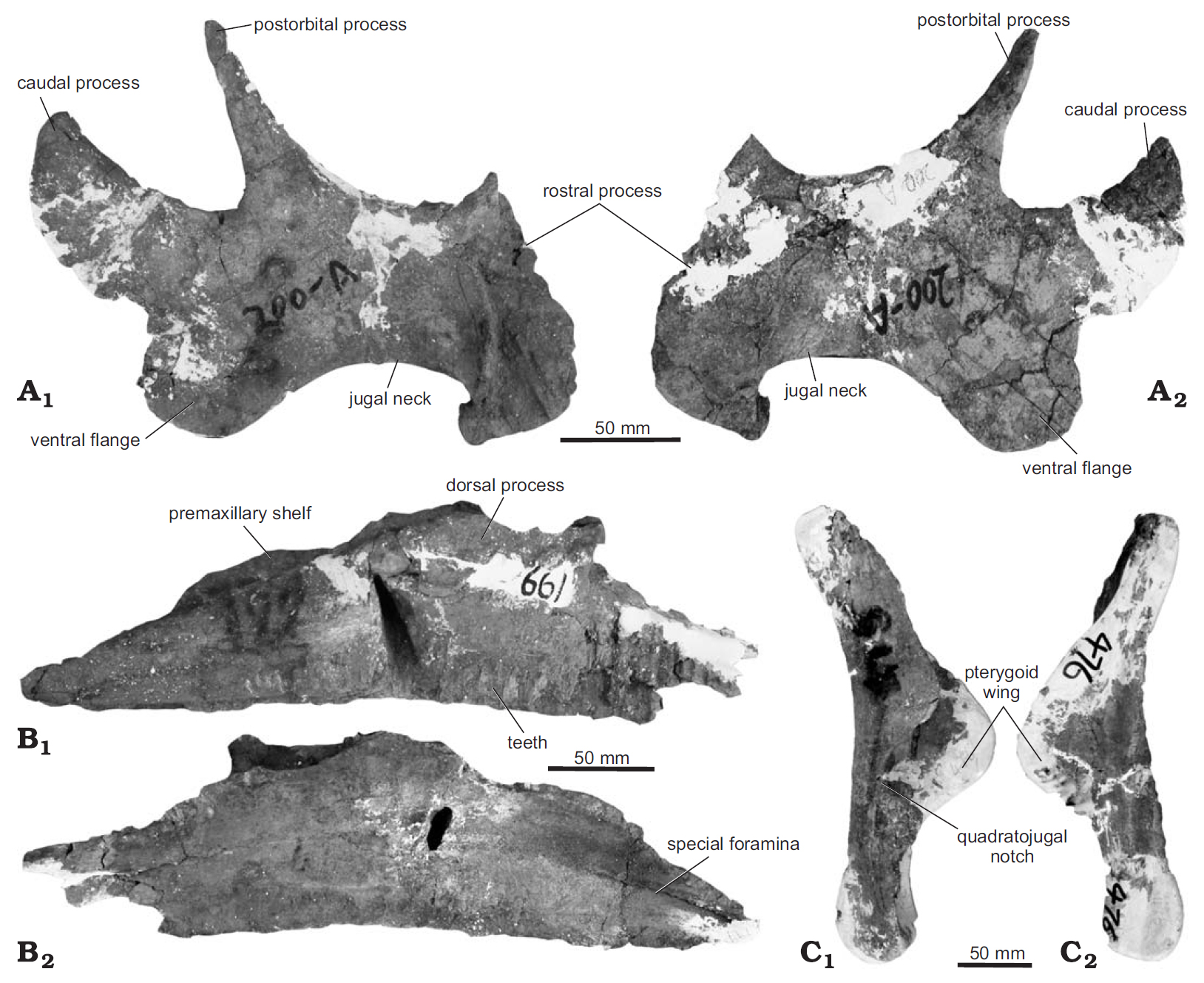
Schedelbeenderen van Shaliyania

Sahaliyania elunchunorum is een plantenetende dinosauriër behorend tot de groep van de Hadrosauridae die tijdens het Late Krijt voorkwam in het het gebied van het huidige China.

## Vondst en naamgeving
De soort is in 2007 beschreven door Godefroit. De geslachtsnaam is afgeleid van het woord Sahaliyan in het plaatselijke Mantsjoe, dat "zwart" betekent en een verwijzing is naar Sahaliyan Ula, ofwel "zwarte rivier", de plaatselijk naam van de Amoer. De soortaanduiding verwijst naar de Elunchun, een plaatselijke stam. Godefroit had de soortaanduiding "valentinae" in gedachten, naar Valentijnsdag, als verwijzing naar de datum van publicatie, maar dit werd door de Chinese paleontologen afgewezen.

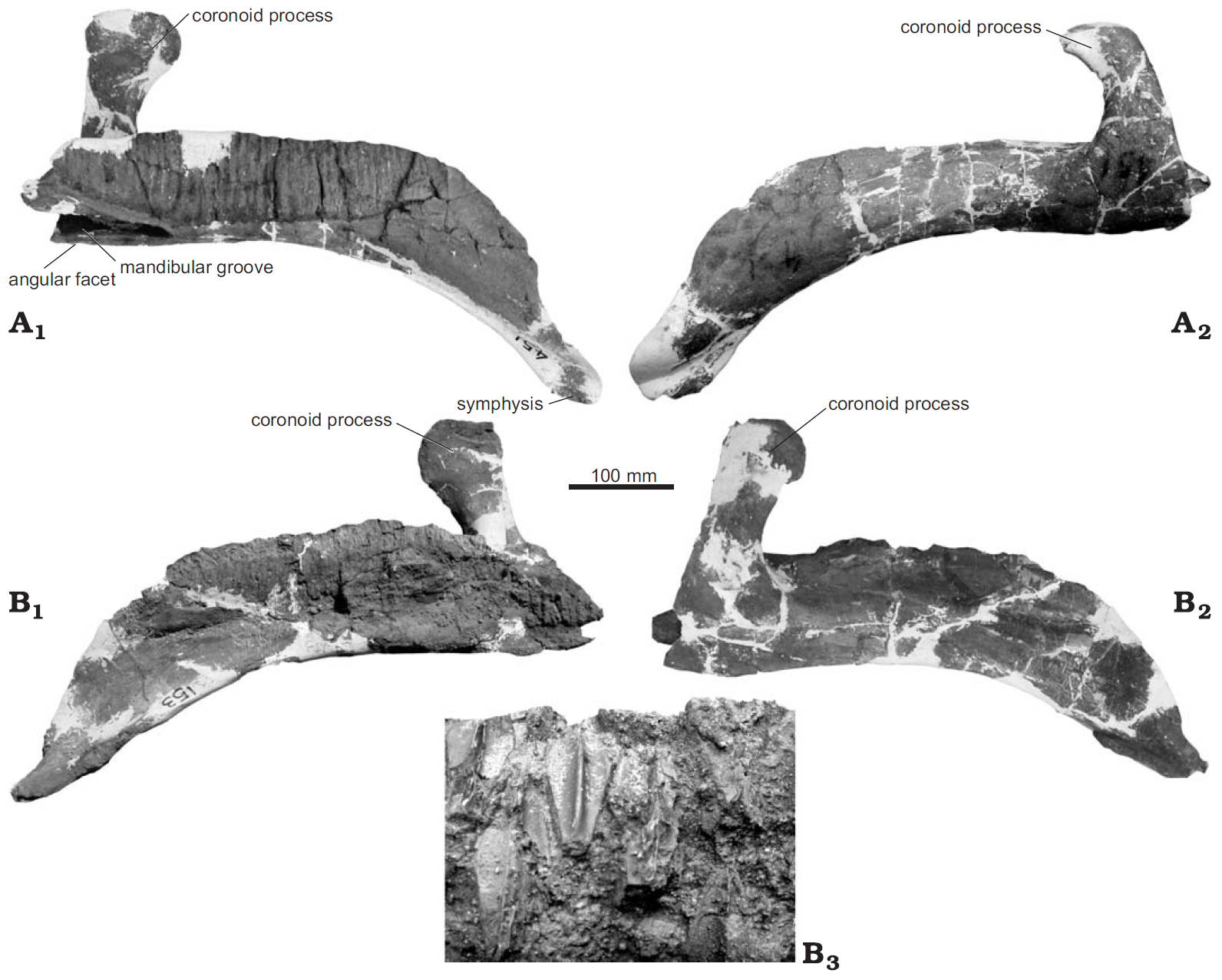
Onderkaken en tanden

Het fossiel, holotype GMH W453, bestaat uit een hersenpan. Verder is er allerlei fragmentarisch materiaal toegewezen uit een groeve bij Waluga, iets ten zuiden van de Amoer, vooral schedelfragmenten, dijbenen, schouderbladen en delen van het bekken. De groeve is in de Yuliangze Formatie uit het Maastrichtien, i.c. 67 miljoen jaar oud, in de provincie Heilongjiang in Mantsjoerije.

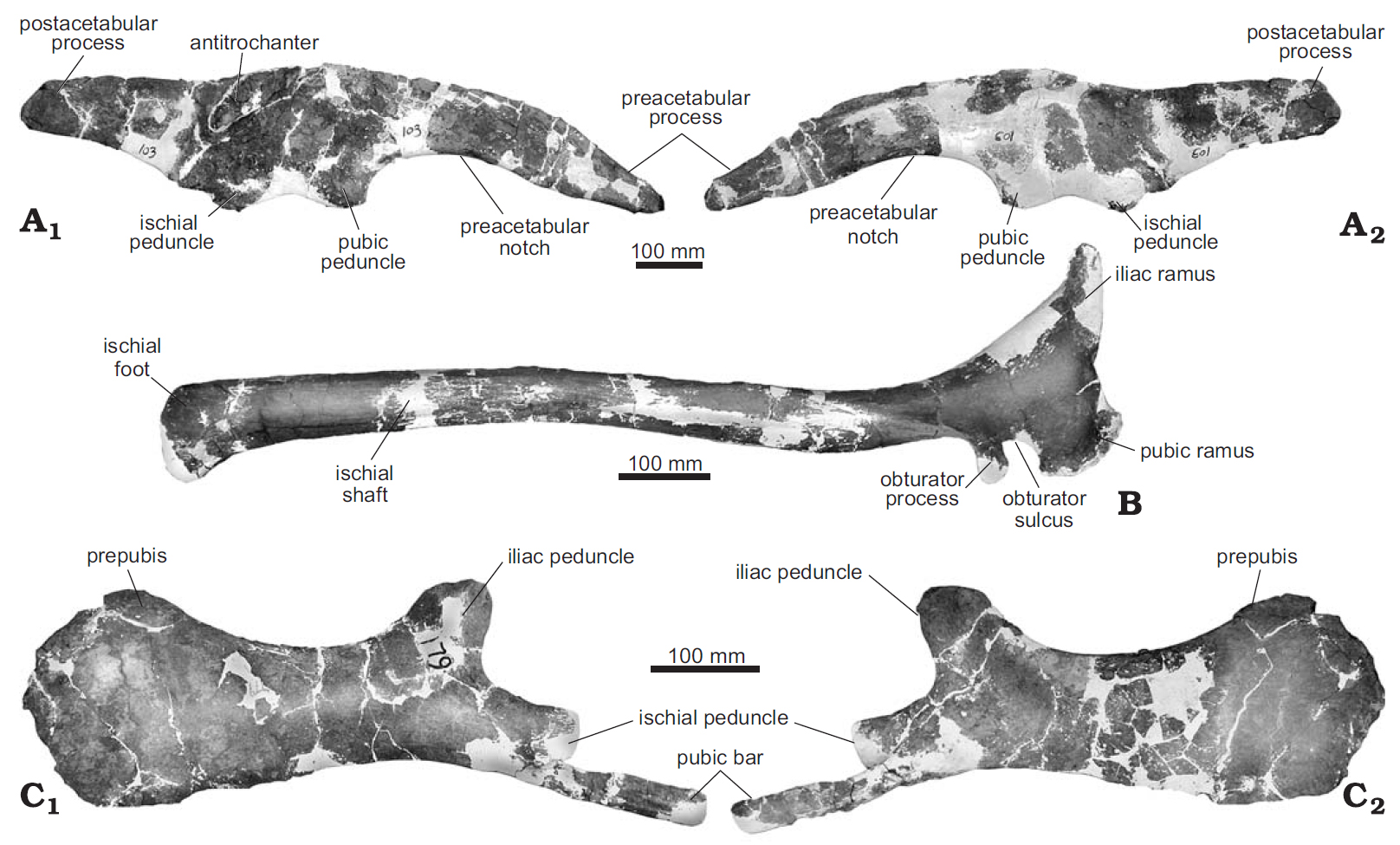
Bekkenbeenderen

Het toegewezen materiaal omvat de jukbeenderen GMH W200−A, W281, W400−5, 424,; het bovenkaaksbeen GMHW199; de quadrata GMH W31, W271, W342, W367, W394, W404, en W476; de dentaria GMH W33, W50−1, W105, W140, W153, W201, W227, W228, W290, W298, W324−A, W393, W418, W419−A, W424, W451, 457, W461, W465, W466, en W501; de schouderbladen GMH W1, W21, W31, W52, W148, W182, W202,
W210, W214, W222, W272, W284, W286, W291, W309, W360, W373, W387, W392, W394, W400−1, W400−6, W422, W463, en W473; de borstbeenderen GMHW165, W246 en W406−A; de opperarmbeenderen GMH W15, W42, W58, W59, W110, W116, W154, W158, W168, W 192−A, W 192−B, W 201, W232, W240, W250, W271, W303, W317, W344, W367, W392, W402, W410, W411, W413−A; darmbeenderen GMH WJ1, WJ4, W23, W45,
W51, W103, W173, W228, W243−A, W273, W301, W311, W359, W370 en W421; de zitbeenderen GMH W10, W13, W50−6, W51, W136−A, W146, W171, W177, W179, W180, W197, W233−B, W255, W270, W291, W310, 375, W400−13, W404, W415−A, W415−B en W471−D; en de schaambeenderen GMH W10, W13, W51, W136, W146, W171, W177, W179, W180, W197, W233, W270, W291, W 310, W375, W379, W 400−13, W404, W415−A, W 415−B en W471.

## Beschrijving
Sahaliyania is een vrij grote hadrosauride. Gregory S. Paul schatte in 2010 de lichaamslengte op zevenenhalve meter, het gewicht op tweeënhalve ton.
De beschrijvers wisten enkele onderscheidende kenmerken vast te stellen. De processus paroccipitales van het achterhoofd zijn lang en zeer slank met een licht bolle bovenrand en een licht holle onderrand. De zijdelingse uithollingen op de bovenkant van het voorhoofdsbeen zijn sterker ontwikkeld dan bij andere lambeosaurinen en zijn niet simpelweg een uitvloeisel van het feit dat de voorhoofdsbeenderen middenin een bolling hebben. De inkeping in het quadratojugale heeft een lage positie. Het midden van deze inkeping ligt duidelijk beneden de middelste hoogte van het quadratum. De processus praepubicus van het schaambeen is, ondanks een grote variatie in de vorm, meer naar boven dan naar beneden verbreed.

## Fylogenie
Sahaliyania is na een kladistische analyse in de Lambeosaurinae geplaatst, in een vrij afgeleide positie, als zustertaxon van een klade die gevormd wordt door Parasaurolophus en Charonosaurus. In de groeve is echter ook veel materiaal gevonden dat van een lid van de Hadrosaurinae afkomstig lijkt en daarvoor is een aparte soort Wulagasaurus benoemd. Van veel opgegraven botten is echter niet duidelijk tot welke soort ze behoren.